# باسیل (راسته)
باسیل‌ها راسته‌ای از باکتری‌های گرم مثبت هستند که در شاخهٔ زیستی باسیلوتا قرار می‌گیرند. سرده‌های اصلی این راسته، شامل باسیلوس، لیستریا و استافیلوکوک هستند.